# Abiskomyia paravirgo
Abiskomyia paravirgo är en tvåvingeart som beskrevs av Maurice Emile Marie Goetghebuer 1940. Abiskomyia paravirgo ingår i släktet Abiskomyia och familjen fjädermyggor. Arten är reproducerande i Sverige. Inga underarter finns listade i Catalogue of Life.